# William Davenant
Sir William Davenant, auch William D'Avenant, (* Februar 1606 in Oxford; † 7. April 1668 in London) war ein englischer Schriftsteller und Theaterdirektor.

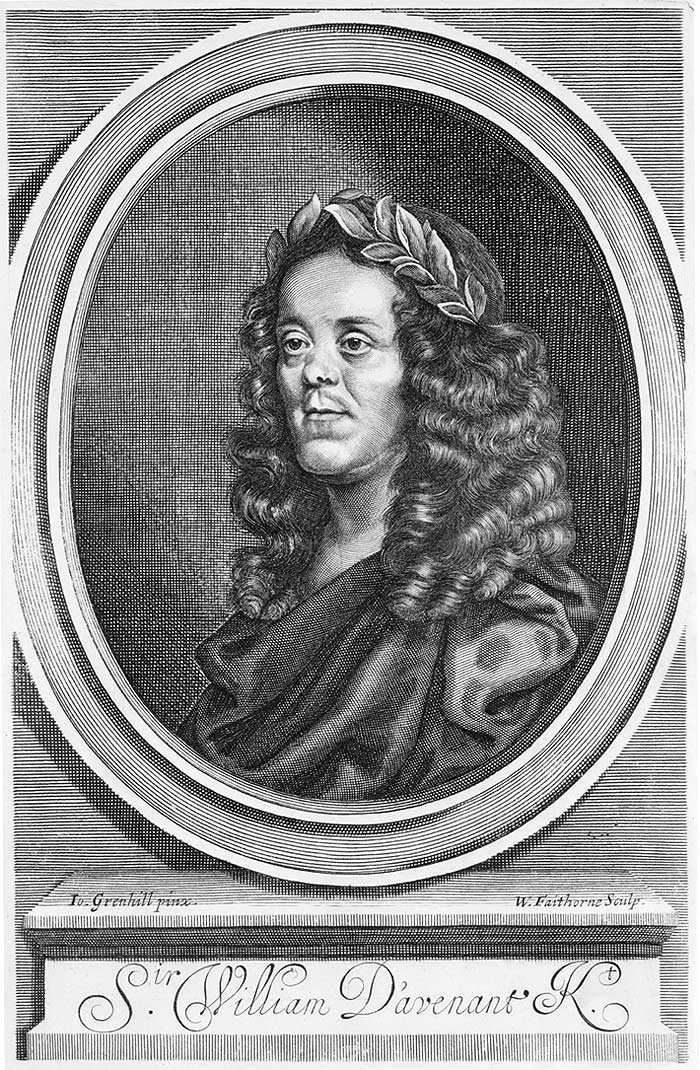
William Davenant

## Leben
Davenant war der Sohn des Bürgermeisters von Oxford John Davenant und dessen Ehefrau Jane Shepherd. Sein Patenonkel war möglicherweise William Shakespeare, dem  Gerüchte aber öfters die Vaterschaft unterstellten. Der Schriftsteller Samuel Butler behauptete, anhand einiger Textproben von Davenant und Shakespeare eine Verwandtschaft nachweisen zu können.
Als 1637 der Schriftsteller Ben Jonson starb, berief man 1638 Davenant zu dessen Nachfolger als Poet Laureate. Im Mai 1640 wurde er kurzzeitig vom Master of the Revels (Theaterbehörde) als Interimsleiter des Cockpit Theatre eingesetzt, da der eigentliche Besitzer, William Beeston, aufgrund einer Majestätsbeleidigung (erfolgt in einem seiner aufgeführten Stücke) im Marshalsea-Gefängnis einsitzen musste. Als Parteigänger der Stuarts unterstützte Davenant im englischen Bürgerkrieg König Charles I. Vom Parlament verfolgt, gelang es Davenant nach Frankreich zu fliehen. Wegen seiner militärischen Verdienste wurde er 1643 von Charles I. als Knight Bachelor geadelt und u. a. als inoffizieller Botschafter nach Frankreich gesandt. 1649 ernannte König Charles II. Davenant zum Schatzmeister der Kolonie Virginia.
Nach der Niederlage der Monarchisten im englischen Bürgerkrieg folgte er den Stuarts in das Pariser Exil, wo er sein unvollendetes Versepos Gondibert, eine Geschichte der Ritterlichkeit, in 1700 Vierzeilern verfasste.
Die Königin Henrietta Maria schickte Davenant nach der Absetzung und Hinrichtung Charles I. als Vizegouverneur in die englische Kolonie Maryland , um die Royalisten zu unterstützen. Sein Schiff wurde jedoch im Ärmelkanal abgefangen und Davenant längere Zeit im Tower of London inhaftiert. Vermutlich wurde jedoch er von John Milton protegiert, überstand deshalb seine Haft im Tower unbeschadet und konnte bereits 1656 eine «slight so-styled opera» aufführen.
1660 gründete Davenant das Ensemble der Duke Players, auch Duke's Company (Theatre) genannt, eines der Patent Theatres, in Lincoln's Inn Fields. Mit diesem Ensemble, dem auch der Schauspieler Thomas Betterton angehörte, stieg Davenant in den ersten Jahren der Restauration zum führenden Theaterproduzenten auf und war in der Lage, hauptsächlich seine eigenen Stücke auf die Bühne zu bringen. Die ihm und Thomas Killigrew vom König verliehene Lizenz zum Betreiben von Schauspielhäusern verschaffte Davenant eine Monopolstellung im Theaterwesen; damit nahm zugleich die bis in das späte 19. Jahrhundert andauernde Trennung  zwischen dem patent theatre als seriöser Bühne und dem sogenannten illegimatimate theatre für das Volkstümliche oder Populäre ihren Anfang. Er und seine Frau nahmen die spätere Schauspielerin Elizabeth Barry als Kind in ihre pflegerische Obhut und verschafften ihr erste Bühnenerfahrungen bei der Duke's Company.
Im Alter von 62 Jahren starb Sir William Davenant am 7. April 1668 nach jahrelangem Leiden an der Syphilis in London. Seine letzte Ruhestätte fand er in der „Poet's Corner“ der Westminster Abbey; auf seinem Grabstein ist zu lesen: „O rare Sir William Davenant“.

## Literarisches Schaffen
Mit seinem umfangreichen Werk leistete Davenant einen wichtigen Beitrag in der Entwicklung des englischen Theaters. Anknüpfend an Ben Jonson schuf
Davenant mit seinen Komödien und Dramen die ersten Theaterstücke der Restaurationszeit. Unter Charles I. produzierte er höfische Maskenspiele; mit seinem heroischen Drama, das er als musikalisches Spektakel inszenierte, legte er zugleich den Grundstein für die Entstehung der Oper in England. Darüber hinaus führte die bewegliche, einen weiten Raum suggerierende Kulisse in seinen Stücken zu einer wesentlichen Neuerung des englischen Restaurationstheaters. Sein von ihm selbst 1663 so bezeichnetes heroic play mit seinen «ideas of greatness and virtue» oder edlen Motiven und unlösbaren Konflikten war namensgebend für dieses Genre; sein erfolgreiches Werk Love and Honour deutet im Titel das dazugehörige Programm an.

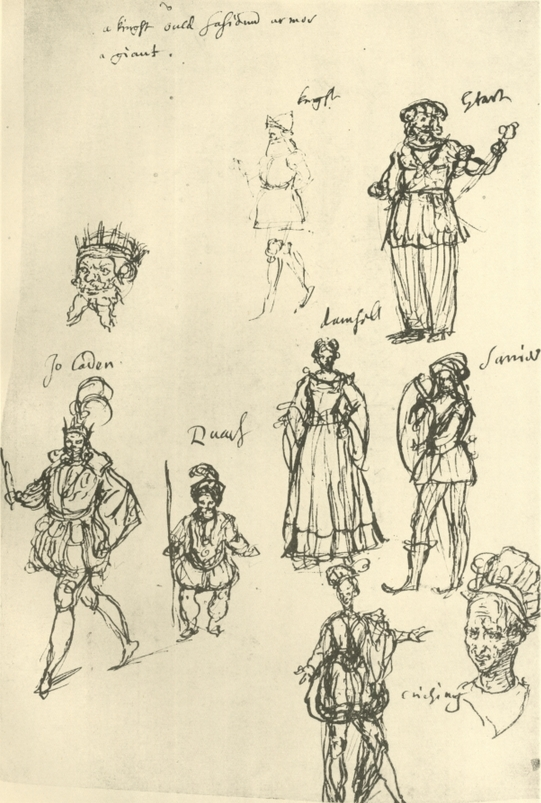
Figuren von Inigo Jones für Britannia Triumphans, 1638

Die opulent ausgestatteten Maskenspiele Davenants, in denen Mitglieder der königlichen Familie oder des Hofes auftraten, wurden überwiegend in Zusammenarbeit mit Inigo Jones, der als der bedeutendste Architekt und Bühnenbildner der damaligen Zeit gilt, für Whitehall inszeniert, so beispielsweise The Temple of Love (1635), Britannia Triumphans (1636) oder sein letztes Maskenspiel Salmacida Spolia (1640).
In den frühen Stücken Davenants wie etwa The Cruel Brother (1630) oder Albovine (1629) ist demgegenüber noch eine deutliche Anlehnung an die Tradition der blutrünstigen jakobäischen Tragödie festzustellen.
Mit The Siege of Rhodes, das bereits in seiner ersten Fassung 1656 in einer definitiven, rezitativ gesungenen Form mit Musik u. a. von Henry Lawes und Matthew Locke aufgeführt wurde, gilt Davenant 1656 als Begründer der ersten englischen Oper. Mit der Besetzung der weiblichen Rollen durch Schauspielerinnen beendete Davenant zugleich den bis daher geltenden englischen Theaterbrauch der ausschließlich männlichen Rollenbesetzung. 1658 gewann Davenant offenbar mit seinem Stück The Cruelty of the Spaniards in Peru die Zustimmung von Oliver Cromwell höchstpersönlich. Zu den erfolgreichen Stücken Davenants zählen neben seinen eigenen Werken jedoch auch seine Shakespeare-Adaptationen wie Macbeth (1674) und The Tempest, or the Enchanted Island (1670 zusammen mit John Dryden) sowie die auf der Vorlage von Paul Scarron basierende farcenhafte Komödie The Man‘s the Master (1669). Die große englische Schauspielerin und Sopranistin Kitty Clive feierte noch 1735 einen Erfolg mit seiner Adaption von Macbeth und den darin enthaltenen Gesängen der Hexen.

## Werke
- Albovine, King of the Lombards (1629)
- The Wits (1636)
- The Platonick Lovers (1643)
- The Unfortunate Lovers (1643)
- Love and Honour (1649)
- Gondibert (1650)
- The Siege of Rhodes (1656)

## Werkausgaben
- William Davenant: Dramatic Works with prefatory memoir and notes. Hrsg. von James Maidment and W.H. Logan. 5 Bd. Edinburgh 1872–74. Neuauflage Chizine Publications 2018, ISBN 978-13785-0672-1.